# Damon Albarn
Damon Albarn OBE (Londres, 23 de março de 1968) é um cantor, compositor, instrumentista e produtor musical britânico, mais conhecido por ser vocalista das bandas Blur e Gorillaz.
Na juventude participou das bandas Circus, Real Lives e The Aftermath. Nos anos 90 ganhou notoriedade como líder e vocalista do Blur, uma das mais importantes e emblemáticas bandas inglesas do chamado Britpop. Formado por Graham Coxon (guitarra e voz), Alex James (baixo), Dave Rowntree (bateria) e Damon Albarn (voz e teclado), o Blur lançou oito álbuns, além de inúmeros hits no topo das paradas de sucesso, entre eles "There's No Other Way", "Girls And Boys", "Song 2" e "Coffee And TV".
Albarn se interessou por música desde bem jovem, participando de um concerto de Osmonds aos seis anos de idade. Ele começou a tocar guitarra, piano e violino em sua juventude e estava interessado em compor música, uma de suas composições ganhando uma bateria na competição nacional Jovem Compositor do Ano. Damon e sua irmã, Jessica Albarn, frequentavam uma escola primária próxima que, segundo Damon, foi incendiada sete vezes durante um período de 18 meses por um dos professores. Depois que ambos os irmãos falharam nos exames Eleven-Plus, eles começaram a frequentar a Stanway Comprehensive School, onde Damon se descreveu como sendo "realmente impopular" e "[irritante para] muitas pessoas". No entanto, ele desenvolveu um interesse pelo drama e começou a atuar em várias produções escolares. Foi em Stanway onde ele conheceu o futuro guitarrista do Blur, Graham Coxon, que se lembra de vê-lo atuar e sentir que ele era um "artista confiante", bem como um "exibicionista". As primeiras palavras de Albarn dirigidas a Coxon foram "Seus sapatos são uma porcaria, cara. Olha, os meus são do tipo certo" enquanto ele exibia seus sapatos de couro, calçados da moda na época influenciados pelo Mod Revival. No entanto, os dois se tornaram bons amigos, devido à paixão compartilhada pela música, principalmente bandas como Jam, Beatles, Human League, XTC e Madness.
Em 2008, o The Daily Telegraph classificou Albarn como número 18 em sua lista das "100 pessoas mais poderosas da cultura britânica". Em 2016, ele recebeu o Prêmio Ivor Novello pelo conjunto da obra da Academia Britânica de Compositores, Compositores e Autores. Ele também foi nomeado Oficial da Ordem do Império Britânico (OBE) nas Honras de Ano Novo de 2016 por serviços à música.
Damon esteve se dedicando desde 2003 a outros projetos de sucesso comercial e/ou de crítica. O primeiro deles foi o Gorillaz, banda virtual criada em parceria com o cartunista Jamie Hewlett onde os músicos são desenhos animados. O Gorillaz já lançou, desde 2001, oito álbuns de estúdio e contou com a participação de diversos artistas como Miho Hatori, De La Soul, Neneh Cherry, Shaun Ryder, Lou Reed e Snoop Dogg, entre outros.
Em 2002, Damon lançou Mali Music, álbum gravado durante uma viagem que fez em apoio a ONG Oxfam, em 2000. O projeto contou com a participação de músicos locais e tem sua sonoridade baseada na música de Mali e no Britpop.
Em 2006, ele lançou o projeto The Good, the Bad & the Queen, banda que tem em sua formação, além de Damon (voz e piano), o baixista Paul Simonon (The Clash), o guitarrista Simon Tong (The Verve) e o baterista Tony Allen (Fela Kuti). O grupo lançou o disco homônimo que estreou em janeiro de 2007.
Em 2008, formou o supergrupo Rocket Juice and The Moon junto com o baixista do Red Hot Chili Peppers, Flea e o baterista Tony Allen. O único álbum do grupo foi lançado em março de 2012.
Em 2012, ainda lançou pelo Blur o single Under the Westway.
Mesmo com o Blur reunido e realizando concertos por todo o mundo em turnês, Damon Albarn ainda se dedica a outros projetos como o Gorillaz, além de sua carreira individual. Ele lançou seu primeiro álbum solo, Everyday Robots, em abril de 2014.
Em abril de 2015, é lançado um novo álbum de inéditas com o Blur, The Magic Whip, o primeiro do tipo lançado pelo grupo em 12 anos.
Em 2017 e 2018, novamente com o Gorillaz, lança respectivamente os álbuns Humanz e The Now Now.
Em novembro de 2018, ele retoma as atividades com o The Good, the Bad and the Queen lançando Merrie Land, o primeiro material de inéditas do grupo desde 2007.
Em 22 de junho de 2021, Damon Albarn anuncia o lançamento de seu segundo álbum solo, The Nearer the Fountain, More Pure the Stream Flows, lançado em 12 de novembro do mesmo ano.
Em 2023 retorna com Blur com o álbum The Ballad of Darren, indicado ao Brit Award para Álbum Britânico do Ano e com o Gorillaz lançando Cracker Island, álbum nomeado ao Grammy Awards como Melhor Álbum de Música Alternativa.